# مک‌لارن اپلاید
مک‌لارن اپلاید لیمیتد (انگلیسی: McLaren Applied Limited) یک شرکت فناوری بریتانیایی است که در پیوستگی با شرکت‌هایی نظیر جی‌اس‌کی و ان‌اچ‌اس فعالیت می‌کند. بخش الکترونیک این شرکت با نام مک‌لارن الکترونیکس، قطعات الکترونیکی لازم برای خودروهای فرمول یک را برای تیم‌های حاضر در این ورزش تولید می‌کند.